# Krông Năng (huyện)
Krông Năng là một huyện nằm ở phía đông bắc tỉnh Đắk Lắk, Việt Nam.

## Địa lý
Huyện cách trung tâm thành phố Buôn Ma Thuột 55 km theo đường Quốc lộ 14, Quốc lộ 29. Trung tâm huyện có tuyến đường Quốc lộ 29 và đường tỉnh lộ 3 đi qua (Krông Năng- Ea Kar).
Huyện có địa giới hành chính:
- Phía đông giáp huyện Ea Kar
- Phía đông bắc giáp huyện Krông Pa, tỉnh Gia Lai
- Phía tây giáp huyện Krông Búk
- Phía nam giáp thị xã Buôn Hồ và huyện Ea Kar
- Phía bắc giáp huyện Ea H'leo.

Huyện Krông Năng có nét văn hóa của nhiều vùng miền do nhiều người dân ở các vùng khác tới rất nhiều, đặc biệt ở đây đa số là người Huế ở, tại đây có thành lập ngôi chùa Kim Quang, tại xã Phú Xuân rất rộng lớn, mang nét đặc trưng của xứ Huế

## Hành chính
Huyện Krông Năng có 12 đơn vị hành chính cấp xã trực thuộc, bao gồm thị trấn Krông Năng (huyện lỵ) và 11 xã: Cư Klông, Dliê Ya, Ea Dăh, Ea Hồ, Ea Puk, Ea Tam, Ea Tân, Ea Tóh, Phú Lộc, Phú Xuân, Tam Giang.
Số buôn của người dân tộc thiểu số trên địa bàn huyện là 30 buôn.

## Lịch sử
Tên huyện được đặt theo tên của sông Krông Năng, con sông chảy qua địa bàn huyện và là một phụ lưu của sông Ba.
Dưới thời Việt Nam Cộng hòa, huyện Krông Năng ngày nay là một phần quận Buôn Hồ, tỉnh Darlac.
Sau năm 1975, quận Buôn Hồ đổi thành huyện Krông Búk, tỉnh Đắk Lắk.
Huyện Krông Năng được thành lập vào ngày 9 tháng 11 năm 1987 theo Quyết định số 212/HĐBT của Hội đồng Bộ trưởng trên cơ sở tách 6 xã: Dliê Ya, Ea Hồ, Krông Năng, Phú Lộc, Phú Xuân và Tam Giang thuộc huyện Krông Búk.
Ngày 26 tháng 1 năm 1989, thành lập 2 xã Ea Tóh và Ea Tam.
Ngày 27 tháng 7 năm 1999, chuyển xã Krông Năng thành thị trấn Krông Năng (thị trấn huyện lỵ huyện Krông Năng).
Ngày 29 tháng 8 năm 2003, Chính phủ ban hành Nghị định 100/2003/NĐ-CP. Theo đó:
- Thành lập xã Cư Klông trên cơ sở 3.945 ha diện tích tự nhiên và 705 người của xã Dliê Ya, 3.738 ha diện tích tự nhiên và 3.331 người của xã Ea Tam
- Thành lập xã Ea Tân trên cơ sở 5.353 ha diện tích tự nhiên và 8.681 người của xã Dliê Ya.

Ngày 26 tháng 11 năm 2003, Quốc hội ban hành Nghị quyết 22/2003/QH11 chia tỉnh Đắk Lắk thành hai tỉnh Đắk Lắk và Đắk Nông, huyện Krông Năng thuộc tỉnh Đắk Lăk.
Ngày 23 tháng 3 năm 2005, Chính phủ ban hành Nghị định 40/2005/NĐ-CP. Theo đó:
- Thành lập xã Ea Dăh trên cơ sở 1.950 ha diện tích tự nhiên và 2.854 người của xã Phú Xuân, 3.274 ha diện tích tự nhiên và 2.507 người của xã Tam Giang
- Thành lập xã Ea Púk trên cơ sở 4.376 ha diện tích tự nhiên và 3.791 nhân khẩu của xã Tam Giang.

Huyện Krông Năng có 1 thị trấn và 11 xã như hiện nay.